# Lac Savignac
Pour les articles homonymes, voir Savignac.
Le lac Savignac est plan d'eau douce traversé par la rivière De Maurès, coulant dans Eeyou Istchee Baie-James (municipalité), dans la région administrative du Nord-du-Québec, dans la province de Québec, au Canada.
Le bassin versant de la rivière De Maurès par quelques routes forestières pour la foresterie et les activités récréotouristiques. Ces routes se connectent du côté sud à une route principale menant vers le sud à Chibougamau.
La surface du lac Savignac est habituellement gelée de la fin octobre au début mai, toutefois la circulation sécuritaire sur la glace se fait généralement de la mi-novembre à la fin d'avril.

## Géographie
Les principaux bassins versants voisins du lac Savignac sont :
- côté nord : rivière Rupert, rivière De Maurès, rivière Natastan ;
- côté est : lac Artaud, lac Armagnac, rivière Saint-Urcisse, lac Jarry, lac Cantin, lac Saint-Urcisse, lac Mistassini ;
- côté sud : rivière De Maurès, lac Breccia, lac Pointeau, lac Vallière ;
- côté ouest : lac Frotet, lac Regnault, lac Châtillon, rivière Châtillon.

Situé à l'ouest du lac Mistassini, le lac Savignac comporte une superficie de 29,4 km2. Ce lac comporte une longueur de 14,5 km, une largeur maximale de 2,5 km et une altitude de 376 m. Le courant de la rivière De Maurès traverse le lac Savignac vers le nord-est sur 8,6 km.
Ce lac comporte trois grandes parties :
- partie ouest (longueur : 5,2 km, largeur maximale : 2,5 km) recevant du côté sud-ouest la décharge de deux lacs non identifiés, et du côté nord-est, la décharge de deux petits lacs non identifiés. Cette partie comporte huit îles dont la plus importante (longueur : 1,1 km) est dans la zone sud. Elle comporte aussi une baie au nord-est formée par deux presqu'îles se rapprochant l'une de l'autre ;
- partie centrale (longueur : 6,2 km ; largeur maximale : 0,8 km). Cette partie qui constitue un détroit entre la partie ouest du lac reçoit du côté sud les eaux de la rivière De Maurès et de la décharge des lacs Artaud et Armagnac. Cette partie du lac est traversée sur 4,5 km vers le nord-est par la rivière De Maurès et comporte deux baies s'étirant vers le nord ;
- partie nord-est (longueur : 5,3 km, largeur maximale : 1,8 km) comportant une baie rattachée à la rive sud-est s'étirant sur 2,4 km vers le sud-ouest. Cette partie du lac est située à 0,4 km du côté ouest d'une fondrière à filaments.

L'embouchure du lac Savignac est localisée au fond d'une baie du nord du lac, soit à :
- 17,3 km à l'ouest du lac Mistassini ;
- 46,8 km au sud-ouest de l'embouchure du lac Mistassini ;
- 29,9 km au sud de l'embouchure de la rivière De Maurès ;
- 47,2 km au nord-ouest du centre du village de Mistissini (municipalité de village cri) ;
- 99,5 km au nord du centre-ville de Chibougamau ;
- 105,1 km au sud-est de l'embouchure du lac Mesgouez ;
- 331 km à l'est de la confluence de la rivière Rupert et de la baie de Rupert[1].

## Toponymie
Le toponyme « rivière De Maurès » évoque, au moins depuis le début des années 1950, Antoinette-Charlotte de Savignac, comtesse de Montricoux. Cette noble dame de Saint-Urcisse en Aquitaine, France, donne naissance, en 1730, à Anne-Joseph-Hippolyte de Maurès, comte de Malartic, aide de camp du marquis de Montcalm pendant la guerre de la Conquête. Au nord-ouest du lac Mistassini, la toponymie québécoise met en évidence des membres de cette illustre famille et de sa région dont elle est originaire en nommant plusieurs nappes dont les lacs Artaud et Armagnac.
Le toponyme "lac Savignac" a été officialisé le 5 décembre 1968 par la Commission de toponymie du Québec.
Savignac se réfère originellement à un des villages du sud ouest de la France appelé Savignac, forme méridionale correspondant aux plus fréquents Savigny des pays de langue d'oïl et remontant au type toponymique gallo-romain *Sabiniacum, basé sur l'anthroponyme latin Sabinius, Sabinus, suivi du suffixe gaulois de localisation et de propriété -(i)acum.